# 李㝢
李㝢（?—?），《新唐书》作李寓，唐朝宗室，唐高祖的曾孙，虢王李凤的孙子，平阳郡王李翼的儿子。
唐高宗上元元年十二月廿九日（675年1月30日），虢王李鳳去世，平阳郡王李翼嗣虢王。永隆二年（681年），李翼去世，李㝢嗣爵，成为第三代虢王。武则天时李㝢失爵，李㝢无子，虢王之爵不传。神龙初年，唐中宗封李㝢三叔定襄郡公李宏的儿子李邕为嗣虢王。